# Distretto di Dazu
Il distretto di Dazu (cinese semplificato: 大足区; cinese tradizionale: 大足區; mandarino pinyin: Dàzú Qū) è un distretto di Chongqing. Ha una superficie di 1.433,10 km² e una popolazione di 1.017.273 abitanti al 2010.